# Spryginia
Spryginia é um género botânico pertencente à família Brassicaceae.

## Espécies
| - Spryginia afghanica - Spryginia crassifolia - Spryginia falcata - Spryginia gracilis - Spryginia pilosa - Spryginia undulata - Spryginia winkleri |